# Hrvoje Ćustić
Hrvoje Ćustić (ur. 21 października 1983 w Zadarze, zm. 3 kwietnia 2008 tamże), chorwacki piłkarz grający na pozycji napastnika. Grał w drużynie NK Zadar.

## Śmierć
W początkowych minutach meczu jego drużyny przeciwko HNK Cibalia w chorwackiej pierwszej lidze 29 marca 2008 r. Ćustić doznał poważnych uszkodzeń głowy po zderzeniu z betonową ścianą oddaloną około 3 metry od bocznej linii, wspierającej barierkę, która oddzielała murawę od trybun. Kilka sekund wcześniej Ćustić próbował przejąć piłkę w pojedynku z przeciwnikiem, lecz wtedy obaj gracze zderzyli się i Ćustić wpadł na ścianę, uderzając w nią głową.
Został natychmiast przetransportowany do lokalnego szpitala i poddany operacji jeszcze tego samego wieczora. Po operacji był w śpiączce farmakologicznej i jego stan zdrowia pozostał stabilny do 2 kwietnia 2008 r., kiedy na skutek infekcji szybko wzrosła jego temperatura ciała. Jego stan zdrowia natychmiast się pogorszył i wczesnym popołudniem 3 kwietnia 2008 r. szpital ogłosił śmierć jego mózgu o godzinie 11:51. Po jego śmierci wszystkie mecze chorwackiej ligi zaplanowane na ten weekend zostały odwołane.